# Dahl, Luxemburg
Dahl är en ort i Luxemburg.   Den ligger i distriktet Diekirch, i den nordvästra delen av landet, 40 kilometer norr om huvudstaden Luxemburg. Dahl ligger 486 meter över havet och antalet invånare är 246.
Terrängen runt Dahl är huvudsakligen kuperad, men västerut är den platt. Dahl ligger uppe på en höjd.  Närmaste större samhälle är Wiltz, 4,9 kilometer nordväst om Dahl. 
I omgivningarna runt Dahl växer i huvudsak blandskog. Runt Dahl är det ganska tätbefolkat, med 248 invånare per kvadratkilometer.